# 國民議會 (剛果民主共和國)
剛果民主共和國的國民議會（法語：Assemblée nationale）與參議院共同組成剛果民主共和國議會，是根據2006年的憲法而設立，位於該國首都金夏沙的人民宮之中。國民議會成員每五年由普遍選舉選出，共有500席，其中61席為單一選區制（一個選區只選出一席），另外439席為複數選區制（一個選區選出多席）。